# BlackBerry Passport
BlackBerry Passport este un phablet dezvoltat de BlackBerry Limited.

## Construcție
Deasupra ecranului pătrat se află o cameră frontală lângă receptor și senzorul de lumină ambientală.
Sub ecran este tastatura QWERTY care este touch și suportă gesturi.
Pe partea dreaptă este un rocker de volum compus din trei butoane. 
Marginile sunt compuse dintr-un cadru metalic și butoanele sunt din plastic.
În partea de sus sunt amplasate butonul de pornire / blocare, mufa audio 3.5 mm și un mic spațiu pentru înlăturarea capacului din spate.
Partea de jos se află portul micro USB, microfon și două difuzoare.
Spatele dispozitivului are camera foto și blițul LED. Panoul din spate are o porțiune detașabilă unde sunt slotul microSD și slotul cardul nano-SIM. 

## Camera
Camera principală are 13 megapixeli cu bliț LED, focalizare automată, OIS (stabilizator optic de imagine), 
cu diafragma F 2.0 care are 5 elemente și filmează 1080p cu 60 de cadre pe secundă. Camera frontală are 5 megapixeli și filmează 720p cu 30 de cadre pe secundă.

## Ecran
Passport are un ecran de 4.5 țoli are aspect 1:1, cu rezoluția de 1440 × 1440 de pixeli și densitate a pixelilor de 453 de ppi. Ecranul este protejat de Gorilla Glass 3.

## Hardware
Se bazează pe chipsetul Snapdragon 801 cu un procesor Quad-Core Krait 400 tactat la 2.2 GHz și un procesor grafic Adreno 330. Memoria internă este de 32 GB și memoria RAM este de 3 GB.

## Conectivitate
BlackBerry Passport funcționează cu o cartelă nano-SIM pe conexiunea 3G sau 4G. Dispune de un port micro-USB 2.0, o mufă audio de 3.5 mm, iar conectivitatea este asigurată de Wi-Fi 802.11 a/b/g/n/ac dual band, Bluetooth 4.0 cu A2DP și LE. Are GPS cu A-GPS și GLONASS, NFC și radio FM cu RDS.

## Software
Sistemul de operare BlackBerry 10.3 vine preinstalat și include caracteristici noi precum: BlackBerry Assistant, Amazon App Store integration, și BlackBerry Blend.

## Bateria
Bateria Li-Ion are capacitatea de 3450 mAh și nu poate fi schimbată.
Conform producătorului oferă până la 14 ore timp de convorbire GSM și timpul de așteptare GSM este până la 14.5 zile. În modul UMTS timpul de convorbire este până la 24 de ore și timpul de așteptare până la 14.5 zile.
Timpul de redare a muzicii este până la 91 de ore și permite redarea video până la 11 ore.

## Vânzări
În 2 zile de la lansare au fost vândute 200.000 de unități. În 6 ore Amazon a vândut stocul de precomandă și site-ul BlackBerry a vândut în 10 de ore.